# Découplage du rayonnement
En cosmologie, le découplage du rayonnement représente l'époque où l'Univers est devenu transparent au rayonnement électromagnétique, celui-ci n'interagissant plus avec ou n'étant plus couplé à la matière (d'où le nom).
Si l'on remonte dans le temps, aucun photon ne pouvait voyager librement à toute époque antérieure au découplage du rayonnement : avant celle-ci, le libre parcours moyen des photons était par définition très faible. C'est donc l'époque la plus lointaine d'où nous pouvons recevoir un rayonnement électromagnétique. C'est également celle où la densité d'électrons libres a brutalement décru, au moment où ceux-ci se lient aux noyaux atomiques pour former les premiers atomes, ce que l'on appelle la recombinaison. De ce fait, les termes de recombinaison et de découplage du rayonnement sont utilisés de façon interchangeable. Les deux se sont produits environ 380 000 ans après le Big Bang, quand les distances étaient environ 1 100 fois plus petites et la température 1 100 fois plus élevée qu'aujourd'hui.

## Découplage du rayonnement etfond diffus cosmologique
Lors du Big Bang, l'Univers est un milieu extrêmement chaud : le rayonnement dans lequel il baigne possède une température très élevée (voire infinie). Ce rayonnement subsiste à l'expansion de l'Univers, mais se refroidit au cours du temps, de la même façon qu'un gaz qui se détend se refroidit. Ce rayonnement existe encore aujourd'hui, il est appelé fond diffus cosmologique. C'est en quelque sorte l'écho lumineux du Big Bang. Sa température est désormais extrêmement basse : 2,726 kelvins seulement. Si ce rayonnement existait dès les tout  premiers instants de l'Univers, il ne se propagerait librement que depuis l'époque du découplage. Ainsi l'observation de ce rayonnement donne une sorte de photographie de l'Univers au moment du découplage, de la même façon que l'observation d'une étoile laisse voir sa surface (la région qui émet le rayonnement) et non son intérieur (la région qui produit le rayonnement). Cette photographie est donc la plus ancienne image de l'Univers (du moins dans le domaine électromagnétique). La région qui a émis ce rayonnement reçu sur Terre est appelée « surface de dernière diffusion ». Il n'est pas possible de recevoir un rayonnement électromagnétique plus lointain, car celui-ci aurait dû être émis et aurait dû voyager librement depuis une époque antérieure au découplage.